# Саратозька кампанія
43°40′00″ пн. ш. 73°25′00″ сх. д. / 43.66666667° пн. ш. 73.41666667° сх. д.
Саратогська кампанія 1777 року (англ. Saratoga campaign) — військова кампанія часів Війни за незалежність США, в ході якої британське командування в Північній Америці спробувало взяти під контроль стратегічно важливу долину річки Гудзон. Незважаючи на низку успіхів, кампанія закінчилася капітуляцією британської армії під Саратогою, і це стало поворотним моментом війни, оскільки призвело до вступу у війну Франції.
Перемога американців була величезним моральним підйомом молодої нації. Що ще важливіше, це переконало Францію вступити у війну в союзі зі Сполученими Штатами, відкрито надаючи гроші, солдатів і боєприпаси, а також ведучи морську війну проти Британії по всьому світу.
Більшу частину кампанії було сплановано генералом Джоном Бергойном. Керуючи основною армією, чисельністю близько 8000 чоловік, він рушив на південь із Квебеку в червні, поплив на човні на південь по озеру Шамплейн до форту Тайкондерога, а звідти поплив на південь по озеру Джордж, а потім пройшов долиною річки Гудзон до Саратога. Спочатку він зіткнувся там із обороною. Результати були змішані. Поворотний момент кампанії стався в серпні в битві при Беннінгтоні, коли сили ополчення зі штатів Вермонт, Нью-Гемпшир і Массачусетс розгромили, вбили і взяли в полон близько 1000 брауншвейгських і гессенських військовиків з армії Бергойна. Потім, після втрат у битвах під Саратогою у вересні та жовтні, його неприємне становище Бергойна, і постійно зростаюча чисельність американської армії змусили його 17 жовтня капітулювати перед американським генералом Гораціо Гейтсом.

## Британська стратегія
Ближче до кінця 1776 року багатьом в Англії стало очевидно, що пацифікація Нової Англії була дуже важкою через високу концентрацію патріотів. Лондон вирішив ізолювати Нову Англію і зосередитися на центральних і південних регіонах, де нібито можна було згуртувати лоялістів.
У грудні 1776 року генерал Джон Бергойн зустрівся з лордом Джорджем Джермейном, британським державним секретарем у справах колоній і урядовцем, відповідальним за управління війною, щоб визначити стратегію на 1777 рік. У Північній Америці було дві основні армії, з якими можна було співпрацювати: армія генерала Гая Карлтона в Квебеку та армія генерала Вільяма Гау, яка вибила армію Джорджа Вашингтона з Нью-Йорка під час Нью-Йоркської кампанії.

### План атаки Філадельфії
30 листопада 1776 року Гау — британський головнокомандувач у Північній Америці — написав Джермейну, виклавши амбітний план кампанії 1777 року. Гау сказав, що якби Джермейн надіслав йому значні підкріплення, він міг би розпочати кілька наступів, у тому числі відправити 10 000 чоловік вгору по річці Гудзон, щоб взяти Олбані, Нью-Йорк. Потім, восени, Гау міг рушити на південь і захопити тодішню американську столицю — Філадельфію. Невдовзі після написання цього листа Гау змінив свою думку: підкріплення могло не прибути, а відступ Континентальної армії взимку 1776—1777 рр. зробив Філадельфію дедалі вразливішою мішенню. Тому Гау вирішив зробити взяття Філадельфії основною метою кампанії 1777 року. Гау надіслав Джермейну цей переглянутий план, який той отримав 23 лютого 1777 року.

### План захоплення Олбані
Бергойн, прагнучи командувати великою силою, запропонував ізолювати Нову Англію шляхом вторгнення з Квебеку в Нью-Йорк. Це ще в 1776 році зробив генерал Карлтон. Тоді він змушений був зупинити повномасштабне вторгнення. Карлтона різко розкритикували в Лондоні через те, що він не скористався відступом американців із Квебеку, і Джермейну Карлтон також сильно не подобався. Це, у поєднанні з невдалою спробою його конкурента Генрі Клінтона захопити Чарльстон, Південна Кароліна, поставило Бергойна у вдалу позицію для отримання командування Північною кампанією 1777 року. Бергойн представив письмовий план лорду Джермейну 28 лютого 1777 року; Джермейн його схвалив і доручив Бергойну командувати головною експедицією.
План вторгнення Бергойна з Квебеку складався з двох частин: він очолить основні сили чисельністю близько 8000 чоловік на південь від Монреаля вздовж озера Шамплейн і долини річки Гудзон, тоді як друга колона чисельністю близько 2000 чоловік (командиром якої було обрано Баррі Сент-Леже), буде рухатися від озера Онтаріо на схід до долини річки Могок у стратегічній диверсії. Обидві експедиції зійдуться до Олбані, де вони з'єднаються з військами армії Гау, які йдуть вгору по Гудзону. Контроль над маршрутом Озеро Шамплейн–Озеро Джордж–Річка Гудзон із Канади до Нью-Йорка відрізав би Нову Англію від решти американських колоній.
Остання частина пропозиції Бергойна, просування Гау вгору по річці Гудзон з Нью-Йорка, виявилася найбільш суперечливою частиною кампанії. Джермейн схвалив план Бергойна після того, як отримав лист Гау з детальним описом запропонованого ним наступу на Філадельфію. Невідомо, чи розповідав Джермейн Бергойну, який на той момент ще перебував у Лондоні, про переглянуті плани Гау: у той час як деякі джерела стверджують, що він це зробив, інші стверджують, що Бергойн не був повідомлений про зміни, поки кампанія не почалася. Історик Роберт Кетчум вважає, що Бергойн, ймовірно, знав би про проблеми, які чекають попереду, якби йому було повідомлено про Філадельфійський план.
Також незрозуміло, чи Джермейн, Гау та Бергойн мали однакові очікування щодо ступеня, в якому Гау мав підтримувати вторгнення з Квебеку. Очевидно лише те, що Джермейн або залишив своїм генералам надто широку свободу дій, або без чітко визначеної загальної стратегії. У березні 1777 року Джермейн схвалив філадельфійський план наступу генерала Гау і не включив жодного прямого наказу Гау йти до Олбані. Проте Джермейн також надіслав Гау копію своїх інструкцій Карлтону, в яких прямо говорилося, що північна армія повинна була з'єднатися з армією Гау в Олбані.. У листі Джермейна до Гау від 18 травня 1777 року він чітко дав зрозуміти, що філадельфійська експедиція повинна «бути виконана вчасно, щоб ви могли співпрацювати з армією, якій наказано продовжити роботу з Канади, і поставити себе під ваше командування». Однак цього останнього листа Гау отримав лише після того, як він вирушив із Нью-Йорка в Чесапікську затоку. Для нападу на Філадельфію, Гау міг рухатися або по суші через Нью-Джерсі, або по морю через затоку Делавер, обидва варіанти утримали б його позицію, щоб допомогти Бергойну, якщо це необхідно. Останній маршрут, яким він обрав, через Чесапікську затоку, забрав дуже багато часу і зробив його абсолютно нездатним допомогти Бергойну, як замислював Джермейн. Це рішення було настільки важко зрозуміти, що більш ворожі критики Гау звинуватили його в навмисній зраді.
Бергойн повернувся до Квебеку 6 травня 1777 року з листом від лорда Джермейна, який представляв план, але не мав деяких деталей. Це призвело до ще одного конфлікту командування, який мучив британців протягом усієї війни. Генерал-лейтенант Бергойн технічно перевершував генерал-майора Карлтона, але Карлтон все ще був губернатором Квебеку. Інструкції Джермейн для Бергойна та Карлтона спеціально обмежували роль останнього до дій у Квебеку. Ця неприязнь до Карлтона в поєднанні з його нездатністю отримати командування експедицією призвела до його відставки пізніше в 1777 році та до його відмови надати війська з квебекських полків для гарнізону фортів Краун-Пойнт і Тайкондерога після їх захоплення.

## Стратегія американців
Американськими військами на континенті командував Джордж Вашингтон, який взимку 1776—1777 років перебував у таборі армії в Моррістауні, Нью-Джерсі. Північним департаментом командував Філіп Скайлер. Після невдалого вторгнення до Канади багато хто, особливо мешканці Нової Англії, ставили під сумнів його можливості. Ці нападки навіть змусили Скайлера просити відставки у 1776 році, але Конгрес відмовив йому в цьому. Взимку Скайлер намагався зберегти свою армію, зіткнувшись з тими самими проблемами, що й Вашингтон у своєму таборі: армію погано постачали, військові мали короткі терміни служби, а ополченці розбредали по будинках. Скайлер знав, що Карлтон готує новий наступ із Канади, і вважав, що треба тримати армію біля форту Тайкондерога. Він просив Вашингтона надіслати йому якісь війська, але не ополченців Нової Англії, а дисциплінованих військовиків. Усю зиму Скайлер писав головнокомандувачу листи про критичне становище Північного департаменту, але Вашингтон мав свої складні завдання — він не виключав того, що навесні генерал Гау почне наступ на Філадельфію, і армія Карлтона буде перекинута морем на його укріплення.
26 березня Філіп Скайлер залишив Олбані і вирушив до Пенсільванії, щоб особисто звернутися зі своїми проханнями до Конгресу. Він давно просив надіслати йому на допомогу якогось розумного офіцера, тому ще днем раніше, 25 березня, Конгрес направив до Олбані генерала Гейтса. Йому було наказано з'явитися у форті Тайкондерога і прийняти командування гарнізоном, але натомість Гейтс зупинився в Олбані і став фактично командувати департаментом без Скайлера. Цей вчинок повністю заплутав управління департаментом і спантеличив самого Скайлера. Невизначеність командування тривала до кінця травня і тому не вдалося належним чином підготуватися до весняного вторгнення противника. Тільки 22 травня Конгрес остаточно зняв зі Скайлера всі звинувачення за кампанію 1776 року і офіційно визнав його командиром Північного департаменту, а Гейтса призначив другим за старшинством командиром.
Гейтс з'явився до Конгресу зі скаргами на Скайлера та його прихильників, при цьому, за словами конгресмена Дьюера, поводився «неприємно і негідно». Конгрес відхилив його скарги і відправив його до штабу Вашингтона чекати наказів. Його кар'єра була на межі краху: він розлютив Конгрес, залишився без командування, а Вашингтон його недолюблював.
20 червня Скайлер відвідав форт Тайкондерога, виявивши, що гарнізон погано одягнений, погано озброєний і не готовий до оборони. Скайлер запросив у Вашингтона підкріплень, заявляючи, що у разі здачі Тайкондерога не буде кому обороняти напрям на Нью-Йорк, так як на всіх постах на південь від форту знаходиться не більше 700 осіб.